# Jarka Pazdziora-Merk
Jarka Pazdziora-Merk (* 2. April 1949 in Schirgiswalde) ist eine deutsche Politikerin und ehemalige Landtagsabgeordnete (SPD).

## Leben und Beruf
Nach dem Schulbesuch mit dem Abschluss Abitur studierte sie Psychologie an der Universität Bochum. Sie bildete sich weiter zur Kauffrau und absolvierte eine Ausbildung zur Graphologin. Anschließend war sie freiberuflich als Graphologin tätig.
Mitglied der SPD ist Pazdziora-Merk seit 1970. Sie war in zahlreichen Gremien der SPD vertreten. 

## Abgeordnete
Vom 31. Mai 1990 bis zum 2. Juni 2005 war Pazdziora-Merk Mitglied des Landtags von Nordrhein-Westfalen. Sie wurde jeweils im Wahlkreis 079 Essen V direkt gewählt.

## Sonstiges
Pazdziora-Merk war Mitglied der zwölften Bundesversammlung, die am 23. Mai 2004 den Bundespräsidenten Horst Köhler wählte.